# دانيال وليامز
دانيال وليامز (1 ديسمبر 1981 في المملكة المتحدة - ) (بالإنجليزية: Daniel Williams)‏ هو لاعب كريكت بريطاني. لعب مع Berkshire County Cricket Club ‏ وLoughborough MCC University ‏.

## وصلات خارجية
- دانيال وليامز على موقع إي آس بي آن كريك إنفو (الإنجليزية)